# Piotr Bieniek
Piotr Bieniek (ur. w 1971 w Jędrzejowie) – polski artysta fotograf, uhonorowany tytułem Artiste FIAP (AFIAP). Członek Związku Polskich Artystów Fotografików (Okręg Świętokrzyski). Członek rzeczywisty i Artysta Fotoklubu Rzeczypospolitej Polskiej Stowarzyszenia Twórców (AFRP).

## Życiorys
Piotr Bieniek jest pracownikiem naukowym Uniwersytetu Pedagogicznego w Krakowie. Ma uprawnienia egzaminatora w zawodzie fototechnik. Jest autorem i współautorem wielu wystaw fotograficznych, indywidualnych i zbiorowych, polskich i międzynarodowych, m.in. organizowanych pod patronatem FIAP i PSA. Jest uczestnikiem i laureatem wielu konkursów fotograficznych krajowych i międzynarodowych (FIAP, PSA). Jest współautorem (wspólnie z Janem Rajmundem Paśko) podręcznika dla klas III technikum fotograficznego – „Chemia procesów fotograficznych”.
Piotr Bieniek jest członkiem rzeczywistym Okręgu Świętokrzyskiego Związku Polskich Artystów Fotografików, w którym obecnie pełni funkcję członka Zarządu Okręgu (kadencja 2017–2020). Jego prace zaprezentowano w Almanachu (1995–2017), wydanym przez Fotoklub Rzeczypospolitej Polskiej Stowarzyszenie Twórców. W 2010 roku Piotr Bieniek otrzymał tytuł Artiste FIAP (AFIAP), nadany przez Międzynarodową Federację Sztuki Fotograficznej FIAP. Fotografia jego autorstwa znalazła się w albumie Międzynarodowego Salonu Fotograficznego – Trierenberg Super Circuit Quintessence 2000–2020. Publikacja stanowi kolekcję najlepszych konkursowych fotografii zebranych w latach 2000–2020.

## Odznaczenia
- Medal Komisji Edukacji Narodowej (2020)[21]

## Wybrane wystawy indywidualne
- „Bracia nasi najmniejsi” – MDK FORT 49 „Krzesławice” (Kraków 2011)[22]
- „Spacerkiem po Pradze” – MDK FORT 49 „Krzesławice” (Kraków 2012)
- „Portret” – MDK FORT 49 „Krzesławice” (Kraków 2013)
- „W klimacie Krakowa” – MDK FORT 49 „Krzesławice” (Kraków 2014)[23]
- „Kostka lodu” – Galeria Sztuki Współczesnej (Kielce 2019)[24]
- „Personifikacje kulinarne” – Galeria Politechniki Krakowskiej Kotłownia (Kraków 2019)[25]
- „Prawdy kwiatowe” – MDK FORT 49 „Krzesławice” (Kraków 2019)[26]
- „Portret nieportretowalnego” – Stara Galeria ZPAF (Warszawa 2020)[27]
- „Zabawki” – Młodzieżowy Dom Kultury Fort 49 „Krzesławice” (Kraków 2020)[28]
- „Henri Cartier-Bresson inspiruje” – Mała Galeria Fotografii w Muzeum Historii Miasta Przemyśla (Przemyśl 2023)[29]
- „Milimetr” – Galeria Sztuki Współczesnej Oranżeria (Kielce 2023)[30]
- „Zbliżenia krakowskie” – MDK FORT 49 „Krzesławice” (Kraków 2024)[31]

Źródło